# Shūta Ishino
Shūta Ishino (japanisch 石野 秀多 Ishino Shūta; * 27. Oktober 1990 in Tokio, Präfektur Tokio) ist ein ehemaliger japanischer Fußballspieler.

## Karriere
Shūta Ishino erlernte das Fußballspielen in der Universitätsmannschaft der Tokyo University of Agriculture. Seinen ersten Vertrag unterschrieb er im Oktober 2013 bei Fujieda MYFC. Der Verein aus Fujieda spielte in der vierten Liga, der Japan Football League. Von 2014 bis Mitte 2016 und von 2018 bis Mitte 2020 stand er beim HBO Tokyo unter Vertrag. Mitte 2016 wechselte er in die Mongolei. Hier verpflichtete ihn der Erchim FC. Der Klub aus Ulaanbaatar spielte in der höchsten Liga des Landes, der National Premier League. 2016 und 2017 wurde er mit Erchim mongolischer Fußballmeister. Im Juli 2020 zog es ihn nach Laos. Hier unterzeichnete er einen Vertrag beim Viengchanh FC. Mit dem Verein aus Vientiane spielte er elfmal in der ersten Liga, der Lao Premier League.
Am 31. Dezember 2020 beendete Ishino seine Karriere als Fußballspieler.

## Erfolge
Erchim FC
- National Premier League (Mongolei): 2016, 2017